# Lidrequin
Lidrequin ist ein Ortsteil von Conthil im Département Moselle in der Region Grand Est (bis 2015 Lothringen).

## Geschichte
Frühere Schreibweisen lauteten: Lindrequin oder Linderking, Lidrekin (1801), Linderchen (1871–1918).

1960 wurde Lidrequin nach Conthil eingemeindet.

### Bevölkerungsentwicklung
| Jahr      | 1793 | 1921 | 1936 | 1946 | 1954 |
| Einwohner | 68   | 39   | 28   | 25   | 23   |